# Svenska Varpaförbundet
Svenska Varpaförbundet är ett specialidrottsförbund för varpa. Det bildades 1945 och valdes in i Riksidrottsförbundet 1946. Förbundets kansli ligger i Idrottens hus i Stockholm.